# Brandon Ashley
Pour les articles homonymes, voir Ashley.
Brandon Ashley, né le 15 juillet 1994 à San Francisco, Californie, est un joueur américain de basket-ball. Il évolue aux postes d'ailier et d'ailier fort.

## Carrière universitaire
Le 8 avril 2015, il annonce sa candidature à la draft 2015 de la NBA.
Le 25 juillet 2015, il signe avec les Mavericks de Dallas pour participer à leur camp d'entraînement.

## Clubs successifs
- 2012-2015 :  Wildcats de l'Arizona (NCAA).

## Statistiques

### Universitaires
Les statistiques en matchs universitaires de Brandon Ashley sont les suivants :
| Année     | Équipe  | Matches | Titul. | Min./m. | %tir | %3pts | %l-f | rbds/m. | pass/m. | int/m. | ctr/m. | pts/m. |
| --------- | ------- | ------- | ------ | ------- | ---- | ----- | ---- | ------- | ------- | ------ | ------ | ------ |
| 2012-2013 | Arizona | 35      | 21     | 20,5    | 52,5 | 100,0 | 73,5 | 5,31    | 0,69    | 0,51   | 0,51   | 7,46   |
| 2013-2014 | Arizona | 22      | 22     | 27,7    | 52,2 | 37,9  | 75,7 | 5,77    | 1,00    | 0,64   | 0,73   | 11,50  |
| 2014-2015 | Arizona | 38      | 38     | 27,8    | 51,4 | 33,3  | 70,3 | 5,18    | 0,66    | 0,61   | 0,66   | 12,24  |
| Total     |         | 95      | 91     | 25,1    | 51,9 | 38,2  | 72,4 | 5,37    | 0,75    | 0,58   | 0,62   | 10,31  |

## Palmarès
- All-Pac-12 Honorable Mention (2015)
- Pac-12 Tournament MVP (2015)
- McDonald's All-American (2012)
- First-team Parade All-American (2012)